# جوناثان سيمونز
جوناثان سيمونز (بالإنجليزية: Jonathon Simmons)‏ مواليد 14 سبتمبر 1989 في هيوستن، هو لاعب كرة سلة محترف أمريكي بدأ مسيرته الاحترافية في سنة 2013 يلعب مع فريق سان أنطونيو سبرز في الرابطة الوطنية لكرة السلة ويحمل الرقم 17. يبلغ طوله 6 قدم 6 بوصة (2.0 م).

## إحصائيات المسيرة

### الموسم الاعتيادي
| السنة   | الفريق           | لعب | بدأ | دقيقة | ميداني% | ثلاثية | حرة  | ارتداد | صنع | استلاب | تصدي | نقطة |
| ------- | ---------------- | --- | --- | ----- | ------- | ------ | ---- | ------ | --- | ------ | ---- | ---- |
| 2015–16 | سان أنطونيو سبرز | 55  | 2   | 14.8  | .504    | .383   | .750 | 1.7    | 1.1 | .4     | .1   | 6.0  |
| المسيرة | المسيرة          | 55  | 2   | 14.8  | .504    | .383   | .750 | 1.7    | 1.1 | .4     | .1   | 6.0  |

## روابط خارجية
- جوناثان سيمونز على موقع إن بي أي (الإنجليزية)
- جوناثان سيمونز على موقع سبورتس رفرنس (الإنجليزية)
- جوناثان سيمونز على موقع كرة السلة الأوروبية.كوم (الإنجليزية)
- جوناثان سيمونز على موقع DraftExpress.com (الإنجليزية)
- جوناثان سيمونز على موقع إي إس بي إن.كوم (الإنجليزية)
- جوناثان سيمونز على موقع كلية كرة السلة في سبورتس رفرنس.كوم (الإنجليزية)
- جوناثان سيمونز على موقع ريلجم (الإنجليزية)
- جوناثان سيمونز على موقع بروبوليرز (الإنجليزية)
- جوناثان سيمونز على موقع سبورتس رفرنس (الإنجليزية)
- جوناثان سيمونز على موقع سبورتس رفرنس (الإنجليزية)